# WHDI
WHDI (Wireless Home Digital Interface) は無線電波により映像・音声が転送できる規格。3Gbpsで無圧縮の1080pを送信可能。使用帯域は5GHz帯。遅延は1ms以下。WHDIはイスラエルのAMIMON社が開発した。WHDI コンソーシアムは AMIMON, 日立, モトローラ, サムスン電子, シャープ, ソニー, LGエレクトロニクスで結成されている。
デジタルサイネージに応用すればケーブル施設が不要になるほか、米国ではWHDIを組み込んだ内視鏡がすでに実用化されていて、手術室内のケーブルを排除したいという病院のニーズを背景に1万システム以上が稼働しているという。WHDI内蔵テレビやパソコン用アダプタなど、累計で50万システムを超える実績があるという。

## 参照
1. ↑  （AMIMON調べ）出典：日経エレクトロニクス　2011年7月11日号 p.23